# Penstemon canescens
Penstemon canescens är en grobladsväxtart som först beskrevs av Britt., och fick sitt nu gällande namn av Britt.. Penstemon canescens ingår i släktet penstemoner, och familjen grobladsväxter. Inga underarter finns listade i Catalogue of Life.

## Bildgalleri

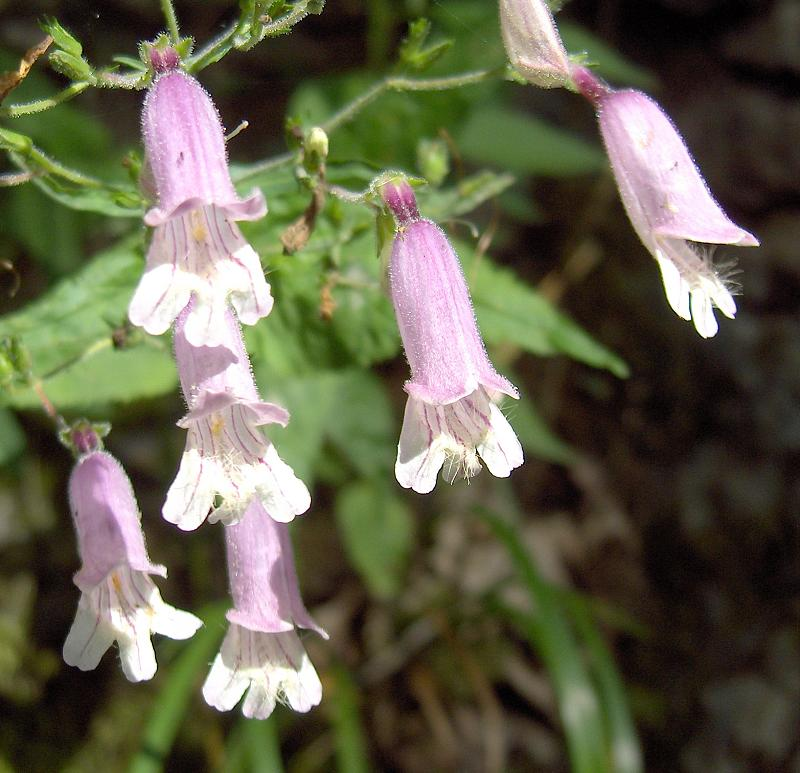